# Cymbopogon caesius
Cymbopogon caesius är en gräsart som först beskrevs av William Jackson Hooker och George Arnott Walker Arnott, och fick sitt nu gällande namn av Otto Stapf. Cymbopogon caesius ingår i släktet Cymbopogon, och familjen gräs. Utöver nominatformen finns också underarten C. c. giganteus.